# Дьєпп (округ)
Округ Дьєпп (фр. Arrondissement de Dieppe) — округ у Франції, в департаменті Приморська Сена. 2023 року округ об'єднував 343 муніципалітети, населення становило 232 723 особи.
Адміністративний центр (супрефектура) — Дьєпп.

## Муніципалітети
Список муніципалітетів округу та їхні коди INSEE:
1. Авен-ан-Бре (76048)
2. Авен-ан-Валь (76049)
3. Авременій (76050)
4. Амбрюменій (76004)
5. Анверме (76235)
6. Англесквіль-ла-Бра-Лон (76016)
7. Анж'ян (76015)
8. Анкур (76008)
9. Анкуртвіль-сюр-Ерикур (76009)
10. Аннвіль-сюр-Сі (76019)
11. Аргей (76025)
12. Ардуваль (76024)
13. Арк-ла-Батай (76026)
14. Баєль-Невіль (76052)
15. Базенваль (76059)
16. Баї-ан-Рив'єр (76054)
17. Байоле (76053)
18. Баквіль-ан-Ко (76051)
19. Бароменій (76058)
20. Безанкур (76093)
21. Безвіль-ла-Герар (76091)
22. Бельангревіль (76071)
23. Бельанкомбр (76070)
24. Бельвіль-ан-Ко (76072)
25. Бельменій (76075)
26. Бертовіль (76083)
27. Бертревіль (76084)
28. Бертревіль-Сент-Уан (76085)
29. Бертримон (76086)
30. Бівіль-ла-Беньярд (76096)
31. Бівіль-ла-Рив'єр (76097)
32. Бланжі-сюр-Брель (76101)
33. Блоссвіль (76104)
34. Бобек-ла-Розьєр (76060)
35. Боваль-ан-Ко (76063)
36. Бовуар-ан-Ліон (76067)
37. Босвіль (76128)
38. Боск-Беранже (76119)
39. Боск-Іон (76124)
40. Боск-Меній (76126)
41. Боссо (76065)
42. Бото (76066)
43. Брадьянкур (76139)
44. Брактюї (76138)
45. Брамето (76140)
46. Браші (76136)
47. Бремонтьє-Мерваль (76142)
48. Буель (76130)
49. Бурвіль (76134)
50. Бюллі (76147)
51. Бюр-ан-Бре (76148)
52. Бюто-Веневіль (76732)
53. Валь-де-Саан (76018)
54. Валь-де-Сі (76034)
55. Вант-Сен-Ремі (76733)
56. Ванші-Капваль (76749)
57. Варанжвіль-сюр-Мер (76720)
58. Варневіль-Бреттвіль (76721)
59. Вассонвіль (76723)
60. Ватьєрвіль (76724)
61. Велетт-сюр-Мер (76736)
62. Вель-ле-Роз (76735)
63. Венестанвіль (76731)
64. В'є-Руан-сюр-Брель (76739)
65. Вілле-су-Фукармон (76744)
66. Віллі-сюр-Єр (76745)
67. Віттфлер (76748)
68. Вовіль-ле-Кель (76730)
69. Гайфонтен (76295)
70. Ганкур-Сент-Етьєнн (76297)
71. Гер (76334)
72. Гервіль (76333)
73. Геттвіль (76335)
74. Геттвіль-ле-Гре (76336)
75. Гонневіль-сюр-Сі (76308)
76. Гоннето (76306)
77. Граваль (76323)
78. Гранкур (76320)
79. Гревіль (76327)
80. Греж (76324)
81. Гренвіль-ла-Тентюр'єр (76315)
82. Грюменій (76332)
83. Грюше-Сен-Сімеон (76330)
84. Гурне-ан-Бре (76312)
85. Дамп'єрр-ан-Бре (76209)
86. Дамп'єрр-Сен-Нікола (76210)
87. Данкур (76211)
88. Денестанвіль (76214)
89. Дрозе (76221)
90. Дувран (76220)
91. Дудовіль (76218)
92. Дьєпп (76217)
93. Е (76255)
94. Ебервіль (76353)
95. Еглевіль-сюр-Сі (76360)
96. Еллекур (76233)
97. Ельбеф-ан-Бре (76229)
98. Емблевіль (76373)
99. Енгувіль (76375)
100. Еншевіль (76374)
101. Ерманвіль (76356)
102. Ерменувіль (76241)
103. Ернемон-ла-Віллетт (76242)
104. Есклавель (76244)
105. Еталонд (76252)
106. Етемпюї (76249)
107. Іллуа (76372)
108. Каєвіль (76151)
109. Калланжвіль (76122)
110. Кальвіль-ле-Дез-Егліз (76153)
111. Камнезвіль (76154)
112. Канеан (76155)
113. Кані-Барвіль (76159)
114. Канувіль (76156)
115. К'єврекур (76516)
116. Кібервіль (76515)
117. Класвіль (76176)
118. Кле (76175)
119. Клевіль (76180)
120. Кольменій-Маннвіль (76184)
121. Компенвіль (76185)
122. Контвіль (76186)
123. Кравіль-ла-Малле (76189)
124. Кравіль-ла-Рокфор (76190)
125. Крикето-сюр-Лонгвіль (76197)
126. Крик'є (76199)
127. Крито (76200)
128. Крієль-сюр-Мер (76192)
129. Кропю (76204)
130. Кросвіль-сюр-Сі (76205)
131. Круадаль (76202)
132. Круазі-сюр-Андель (76201)
133. Кювервіль-сюр-Єр (76207)
134. Кюї-Сен-Фіакр (76208)
135. Ла-Аллотьєр (76338)
136. Ла-Бельєр (76074)
137. Ла-Гаярд (76294)
138. Ла-Е (76352)
139. Ла-Крик (76193)
140. Ла-Феї (76263)
141. Ла-Ферте-Сен-Самсон (76261)
142. Ла-Фонтеле (76274)
143. Ла-Шапель-дю-Бурге (76170)
144. Ла-Шапель-Сент-Уан (76171)
145. Ла-Шапель-сюр-Ден (76172)
146. Ла-Шоссе (76173)
147. Ламбервіль (76379)
148. Ламмервіль (76380)
149. Ланд-В'єй-е-Нев (76381)
150. Ле-Ануар (76339)
151. Ле-Буа-Робер (76112)
152. Ле-Бур-Ден (76133)
153. Ле-Гранд-Вант (76321)
154. Ле-Ерон (76358)
155. Ле-Кательє (76162)
156. Ле-Коль-Сент-Бев (76166)
157. Ле-Меній-Дюрдан (76428)
158. Ле-Меній-Льєбре (76431)
159. Ле-Меній-Реом (76435)
160. Ле-Сан-Акр (76168)
161. Ле-Тій-Риберпре (76691)
162. Ле-Трепор (76711)
163. Лез-Іф (76371)
164. Ленто-ле-Буа (76389)
165. Лестанвіль (76383)
166. Лонгвіль-сюр-Сі (76397)
167. Лонгей (76395)
168. Лондіньєр (76392)
169. Лонменій (76393)
170. Лонруа (76394)
171. Люнере (76400)
172. Люсі (76399)
173. Мальвіль-ле-Гре (76403)
174. Манеувіль (76405)
175. Манневіль-е-Плен (76407)
176. Марк (76411)
177. Мартен-Егліз (76414)
178. Мартіньї (76413)
179. Массі (76415)
180. Матонвіль (76416)
181. Мезангвіль (76426)
182. Меле (76437)
183. Мельвіль (76422)
184. Менерваль (76423)
185. Меній-Може (76432)
186. Меній-Фольамприз (76430)
187. Менонваль (76424)
188. Меньєр-ан-Бре (76427)
189. Мільбоск (76438)
190. Моканші (76420)
191. Мокомбль (76417)
192. Молані (76440)
193. Монроті (76450)
194. Монтерольє (76445)
195. Монтрей-ан-Ко (76449)
196. Монші-сюр-Е (76442)
197. Моншо-Соран (76441)
198. Морвіль-сюр-Андель (76455)
199. Мор'єнн (76606)
200. Мортмер (76454)
201. Мюшдан (76458)
202. Невіль (76467)
203. Невіль-Феррієр (76465)
204. Нель-Нормандез (76460)
205. Нель-Одан (76459)
206. Неф-Марше (76463)
207. Нефбоск (76461)
208. Нефшатель-ан-Бре (76462)
209. Ноллеваль (76469)
210. Норманвіль (76470)
211. Нотр-Дам-д'Альєрмон (76472)
212. Нотр-Дам-дю-Парк (76478)
213. Нюльмон (76479)
214. Обегімон (76028)
215. Обервіль-ла-Манюель (76032)
216. Оберменій-оз-Ерабль (76029)
217. Оберменій-Боме (76030)
218. Овільє (76042)
219. Одан-о-Боск (76363)
220. Одан-Оданже (76364)
221. Одрикур (76344)
222. Оервіль (76483)
223. Озувіль-сюр-Саан (76047)
224. Оквіль (76480)
225. Окур (76343)
226. Омаль (76035)
227. Омонвіль (76485)
228. Омуа-Сен-Валері (76487)
229. Оппгар (76036)
230. Оссе (76345)
231. Отіньї (76040)
232. Ото-л'Овре (76346)
233. Ото-сюр-Мер (76349)
234. Оффранвіль (76482)
235. Палюель (76493)
236. Петі-Ко (76618)
237. П'єрркур (76500)
238. Плен-Сев (76504)
239. Поммере (76505)
240. Поммереваль (76506)
241. Пон-е-Маре (76507)
242. Презвіль (76511)
243. Пюїзанваль (76512)
244. Реалькам (76520)
245. Ренфревіль (76519)
246. Ретонваль (76523)
247. Р'є (76528)
248. Рикарвіль-дю-Валь (76526)
249. Ришмон (76527)
250. Розе (76538)
251. Рокмон (76532)
252. Роншероль-ан-Бре (76535)
253. Роншуа (76537)
254. Руайвіль (76546)
255. Рувре-Катійон (76544)
256. Руменій-Бутей (76545)
257. Саан-Сен-Жуст (76549)
258. Сассвіль (76664)
259. Сассто-ле-Мальгарде (76662)
260. Сен-Вааст-д'Екіквіль (76652)
261. Сен-Вааст-Дьєппедаль (76653)
262. Сен-Вааст-дю-Валь (76654)
263. Сен-Валері-ан-Ко (76655)
264. Сен-Віктор-л'Аббе (76656)
265. Сен-Дені-д'Аклон (76572)
266. Сен-Дені-сюр-Сі (76574)
267. Сен-Ельє (76588)
268. Сен-Жак-д'Альєрмон (76590)
269. Сен-Жермен-д'Етабль (76582)
270. Сен-Жермен-сюр-Ольн (76584)
271. Сен-Креспен (76570)
272. Сен-Леже-о-Буа (76598)
273. Сен-Люсьян (76601)
274. Сен-Маклу-де-Фольвіль (76602)
275. Сен-Мар (76604)
276. Сен-Мартен-о-Боск (76612)
277. Сен-Мартен-о-Бюно (76613)
278. Сен-Мартен-ле-Гаяр (76619)
279. Сен-Мартен-л'Ортьє (76620)
280. Сен-Мартен-Осмонвіль (76621)
281. Сен-Мішель-д'Алескур (76623)
282. Сен-Нікола-д'Альєрмон (76624)
283. Сен-Оноре (76589)
284. Сен-П'єрр-Бенувіль (76632)
285. Сен-П'єрр-де-Жонк'єр (76635)
286. Сен-П'єрр-ан-Валь (76638)
287. Сен-П'єрр-ле-В'є (76641)
288. Сен-П'єрр-ле-Віже (76642)
289. Сен-Ремі-Боскрокур (76644)
290. Сен-Рик'єр-ан-Рив'єр (76645)
291. Сен-Рик'єр-е-Плен (76646)
292. Сен-Санс (76648)
293. Сен-Сер (76649)
294. Сен-Сільвен (76651)
295. Сент-Агат-д'Альєрмон (76553)
296. Сент-Бев-ан-Рив'єр (76567)
297. Сент-Женев'єв (76578)
298. Сент-Коломб (76569)
299. Сент-Маргерит-сюр-Мер (76605)
300. Сент-Обен-ле-Коф (76562)
301. Сент-Обен-сюр-Мер (76564)
302. Сент-Обен-сюр-Сі (76565)
303. Сент-Уан-дю-Брей (76628)
304. Сент-Уан-ле-Може (76629)
305. Сент-Уан-су-Баї (76630)
306. Сент-Фуа (76577)
307. Серке (76672)
308. Сет-Мель (76671)
309. Сіжі-ан-Бре (76676)
310. Смерменій (76677)
311. Соквіль (76667)
312. Сомменій (76679)
313. Соммері (76678)
314. Сомон-ла-Потрі (76666)
315. Соттвіль-сюр-Мер (76683)
316. Соше (76665)
317. Тій-Маннвіль (76690)
318. Тйювіль (76692)
319. Токвіль-ан-Ко (76694)
320. Торсі-ле-Гран (76697)
321. Торсі-ле-Петі (76698)
322. Тот (76700)
323. Турвіль-сюр-Арк (76707)
324. Туффревіль-сюр-Е (76703)
325. Увіль-ла-Рив'єр (76492)
326. Удето (76365)
327. Уенвіль (76488)
328. Урвіль-ан-Ко (76490)
329. Фалланкур (76257)
330. Феррієр-ан-Бре (76260)
331. Феск (76262)
332. Фламе-Фретій (76265)
333. Флок (76266)
334. Фонтен-ан-Бре (76269)
335. Фонтен-ле-Ден (76272)
336. Форж-лез-О (76276)
337. Фрель (76283)
338. Фрельвіль (76288)
339. Френе-ле-Лон (76284)
340. Френуа-Фої (76286)
341. Фреовіль (76280)
342. Фрі (76292)
343. Фукармон (76278)